# Curious Volume
Curious Volume es el último álbum producido hasta la fecha por la banda de heavy metal Pentagram, que se publicará en agosto de 2015.
El disco supone un cambio discreto en el sonido de la banda en algunas de sus canciones, acercándose al estilo del punk rock de las bandas que influyeron a Bobby Liebling durante los años 70 como Dead Boys, MC5 y The Stooges, representándose en el primer tema publicado anticipadamente por la banda "Misunderstood".

## Lista de canciones
Todas las canciones escritas y compuestas por Liebling, Griffin, Turley y Campbell. 
| N.º | Título               | Duración |  |
| 1.  | «Lay Down and Die»   |          |  |
| 2.  | «The Tempter Push»   |          |  |
| 3.  | «Dead Bury Dead»     |          |  |
| 4.  | «Earth Flight»       |          |  |
| 5.  | «Walk Alone»         |          |  |
| 6.  | «Curious Volume»     |          |  |
| 7.  | «Misunderstood»      |          |  |
| 8.  | «Close the Casket»   |          |  |
| 9.  | «Sufferin'»          |          |  |
| 10. | «Devil's Playground» |          |  |
| 11. | «Because I Made It»  |          |  |

## Integrantes
- Bobby Liebling - voz
- Victor Griffin - guitarra
- Greg Turley - bajo
- Pete Campbell - batería